# Lyckans höjd
Lyckans höjd är ett bostadsområde i Kristianstad. Området byggdes 1953-1958 och fick 460 lägenheter. Lyckans höjd färdigställt 1958 byggdes som en mindre grannskapsenhet med punkt- och lamellhus. Bebyggelsen består av trevånings lamellhus i rött tegel för bostäder, två putsade sexvåningshus samt två åtta våningars punkthus samt en mindre centrumanläggning. Området var när det byggdes ett större bostadsområde men framstår i skenet av de stora områdena som byggdes under 1960-talet som mindre.

## Historia
I början av 1900-talet låg på höjden ett ensamt tvåvåningshus med tillhörande uthus. På området vid Hönedal låg Kristianstads sista fattighus, Hönedalsgården. Huset brändes ner 1955 för att ge plats för AB Kristianstadbyggens (ABK:s) nya åttavåningshus på Lyckans höjd. Vid Hönedal bodde också ett äldre par som drev en liten plantskola. Strax norr om Lyckans höjd hade Nya Skolan byggts. Den invigdes 1944 och bytte 1952 namn till Parkskolan. Marknivån vid Lyckans höjd var som namnet antyder en svagt markerad höjd, för övrigt ett av få högre områden inom gamla stadsgränsen. Överst på Lyckans höjd fanns under andra världskriget ett luftvärnsbatteri. Kolonilotter på området kallades ofta för stycke. När området sedan bebyggdes med hus flyttades kolonilotterna till ett grönområdet vid Centralgaraget lite längre söderut. Vid 1900-talets början var det tänkt att Norra Skånska infanteriregementet skulle bygga sina kaserner där men det förverkligades aldrig.
Stadsdelarna i Kristianstad har växt fram allteftersom staden expanderat. Då Nosabyviken invallades skapade möjligheten att bebygga den tidigare sjöbotten och de fuktiga strandängarna vid Nosabyviken. Egna hem började byggas 1908, och några hus strax söder om Lyckans höjd byggdes redan på 1940- talet men de tillhör Östermalm. Efter Parkstaden kom sedan  Lyckans höjd därefter byggdes Sommarlustområdet/ Östra Fäladen, Kulltorp, Österäng och Möllebacken på 1960- och 1970-talen. För områdena Lyckans höjd, Egna hem, Fäladen och västra delen av Kulltorp är Kanalgatan förbindelsen mot centrum. Flerfamiljshusen dominerar på Lyckans höjd, på Sommarlustområdet med Östra Fäladen och på Österäng medan Kulltorp, Nosaby och Möllebacken domineras av villor.
Bostadshusen är placerade fritt i park enligt funktionalismens ideal. Bostadsområdet Lyckans höjd, ritades av arkitekten Henning Orlando vid riksbyggens huvudkontor. Byggmästarföretaget Einar Nyström byggde kvarteret Valthornet (Kinesiska muren) och delar av Lyckans Höjd för  Kristianstadsbyggen. Bostäderna uppfördes av ABK under åren 1953-58, totalt färdigställdes 460 lägenheter fördelade på 3-, 6- och 8- våningshus och dessutom 172 lokaler. De två sexvåningshusen utmed Kanalgatan fick 96 lägenheter och var inflyttningsklara i juli 1954. Därefter byggdes de nio trevåningshusen med rött tegel med mindre delar av putsade ytor. Utmed Höjdvägen byggs ett drygt 100 meter långt trevånings rött tegelhus som står färdigt 1956. Huset har affärslokaler på bottenvåningen. I huset placeras Kristianstadbyggens kontor i en trerumslägenhet. De båda åttavåningshusen vid Hönedal byggdes sist.
Området hade ett större underjordiskt garage för 130 bilar, centralpanna och en barnträdgård. Lokaltidningen beskrev området som en stad i staden.  Bevarandevärden finns i området med framskjutande burspråk och putsdekor i röda tegelfasader. Lyckans höjd ligger söder om den så kallade ”Kinesiska muren”, och begränsas av Snapphanevägen i öster, Kanalgatan i väster och Östra Kaserngatan och Hönedalsvägen i söder. 
En minoritet i stadsfullmäktige ville bygga ännu högre hus.på området. Området kostar 16.5 miljoner kronor att bygga och förutom Nyströms byggnads AB deltar Skånska Cementgjuteriet med flera.  
Under 2010-talet hade behovet av underhåll och renoveringar av lägenheterna ökat kraftigt. Det handlade  om att fräscha upp Lyckans Höjd. ABK började också byta stammar i stora delar av fastighetsbeståndet. Underhållet och ombyggnaderna ledde till stora energibesparingar genom tilläggsisolering, fönsterbyte, värmeåtervinning av frånluft och optimering av värme- och ventilationssystem. Energiförbrukningen i de 460 bostäder på Lyckans Höjd minskade med en fjärdedel.